# 檜皮色

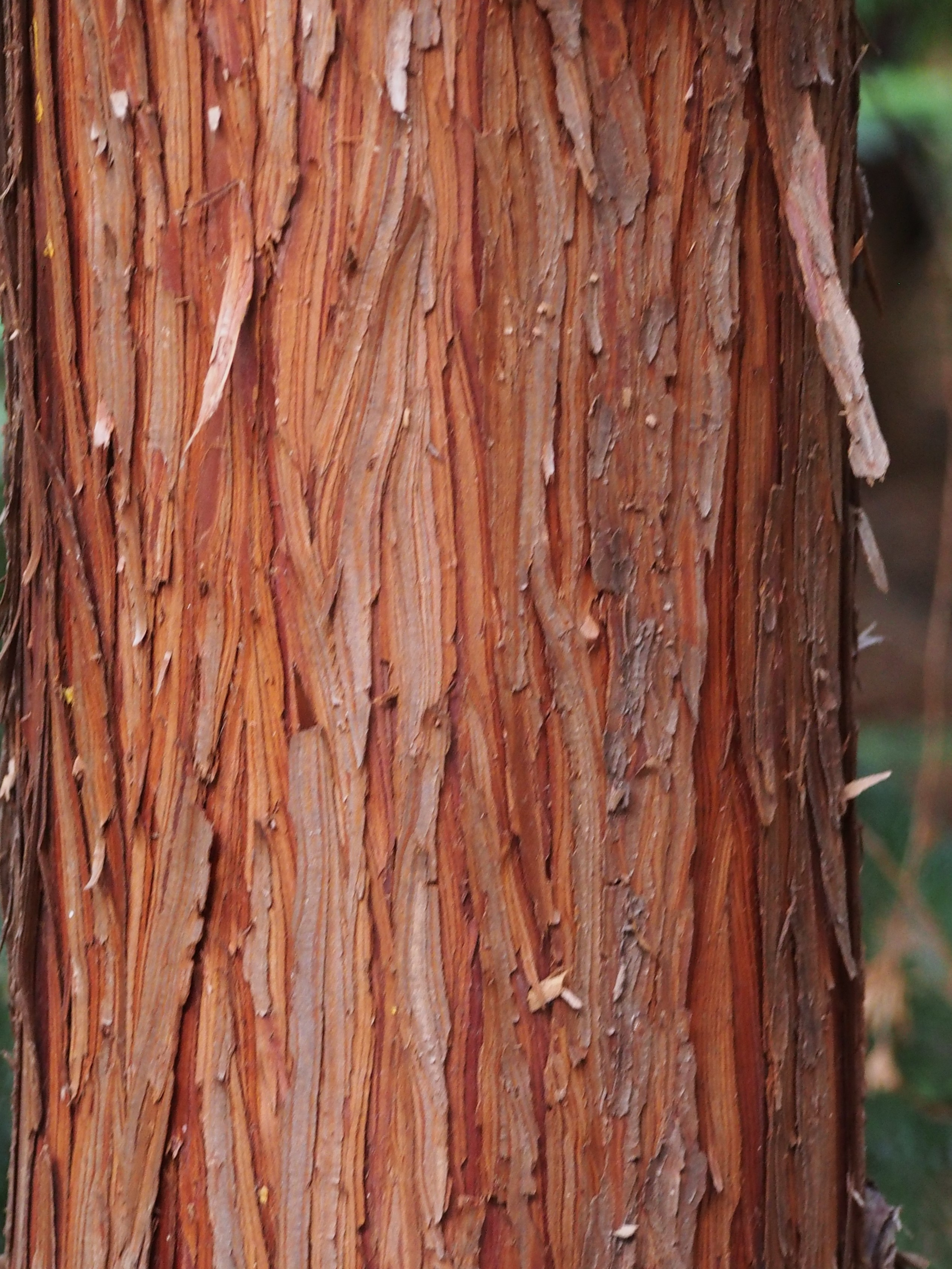
檜の樹皮

檜皮色（ひわだいろ、ひはだいろ）は色の一つ。黒みのある蘇芳色。檜（ヒノキ）の樹皮のような重厚感のある色。または檜皮を原料とする染料で染めた色。平安時代からの色名。JIS慣用色名のひとつ。
1895年（明治28）発行の『染物秘伝書』には「檜皮色：シブキ二つ干し、蘇木にて煮込み欲し、水明礬（鉄漿少々を加ふ）にてたさへ、直に鉄漿をはなすべし。」と伝統技法による染色方法が記録されている。